# 33027 Brouillac
33027 Brouillac este un asteroid din centura principală de asteroizi.

## Descriere
33027 Brouillac este un asteroid din centura principală de asteroizi. A fost descoperit pe 23 august 1997 la Castres de Alain Klotz. Asteroidul prezintă o orbită caracterizată de o semiaxă mare de 2,30 ua, o excentricitate de 0,23 și o înclinație de 6,2° în raport cu ecliptica.